# Samuel Dołmat Isajkowski
Samuel Dołmat Isajkowski herbu Prus I (zm. przed 27 stycznia 1679 roku) – sędzia łucki w latach 1662–1678, stolnik wołyński w latach 1637–1662, dworzanin pokojowiec królewski w latach 1637-1648.
Poseł sejmiku łuckiego na sejm abdykacyjny 1668 roku.